# سفارت کویت در واشینگتن
سفارت کویت در واشینگتن (به انگلیسی: Embassy of Kuwait) یک سفارت در ایالات متحده آمریکا است که در واشینگتن، دی.سی. واقع شده‌است.